# Джерело б/н (Нижнє Солотвино)
Джерело б/н — гідрологічна пам'ятка природи місцевого значення в Україні. Розташована на території Ужгородського району Закарпатської області, на північній околиці села Нижнє Солотвино (територія санаторію «Деренівська купіль»).
Площа — 5 га. Статус отриманий у 1984 році. Перебуває у віданні: санаторій «Деренівська купіль».
Статус присвоєно для збереження джерела мінеральної води та прилеглої до нього території. Вода гідрокарбонатно-кальцієво-магнієва, загальна мінералізація — 0,22 г/л. Мікроелементи — кремнієва кислота. Для лікування органів травлення.